# Õnne Pollisinski

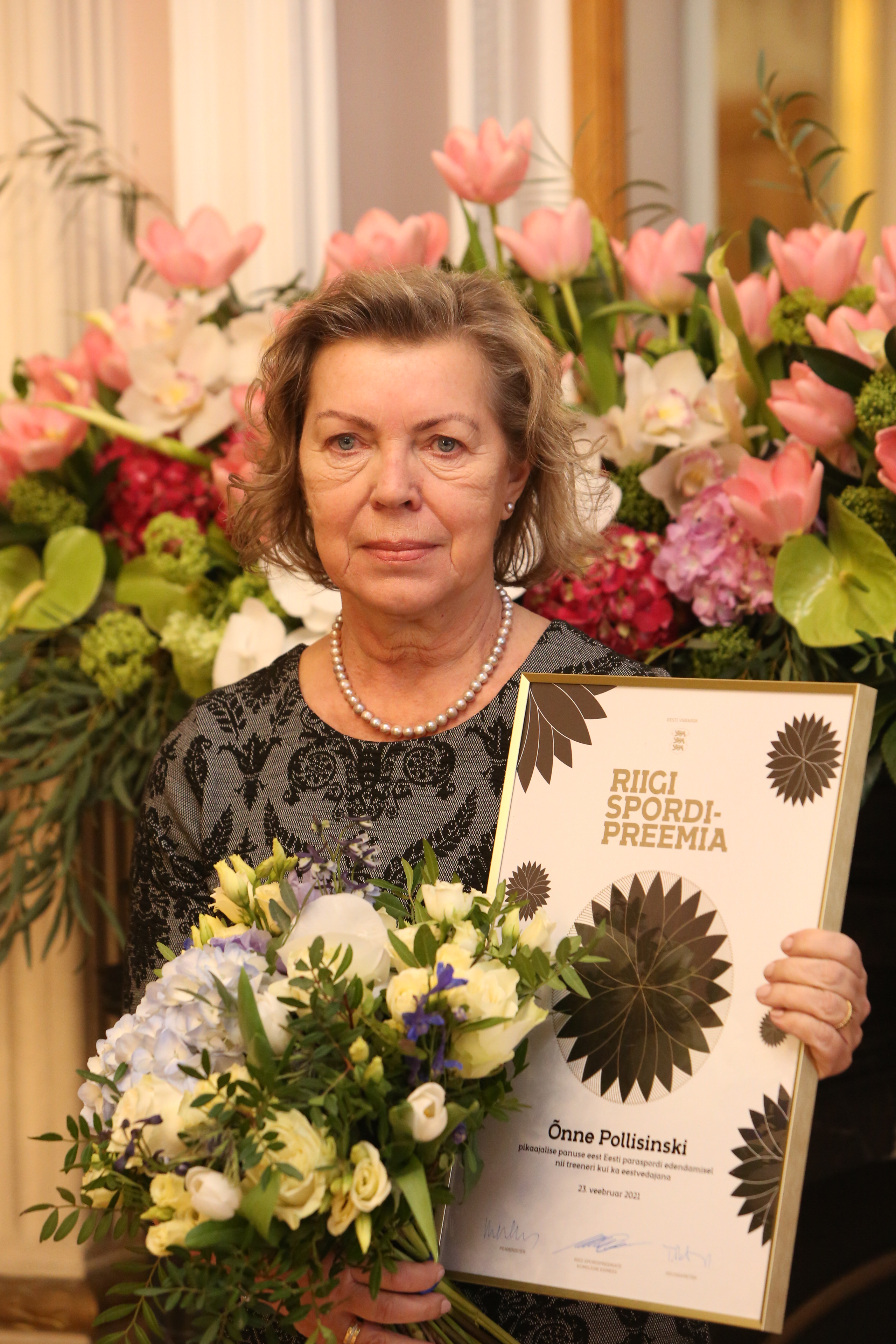
Õnne Pollisinski

Õnne Pollisinski (antes de 1971, Õnne Simson; nascida a 5 de março de 1951 em Tallinn) é uma atleta subaquática e técnica de natação da Estónia.
De 1967 a 1971, ela ganhou várias medalhas nos campeonatos da Estónia.
De 1973 a 2006, ela trabalhou como treinadora no clube desportivo Kalev. Desde 1991 que ela está a trabalhar no clube desportivo Meduus, treinando atletas de natação com deficiência.
De 2012 a 2015, ela foi a presidente da Federação Subaquática da Estónia.
Alunos: Kardo Ploomipuu, Tiina Krutob, Aini Leik.

## Prémios
- 2012: Ordem da Estrela Branca, V classe[2]